# CJM Bourges Basket

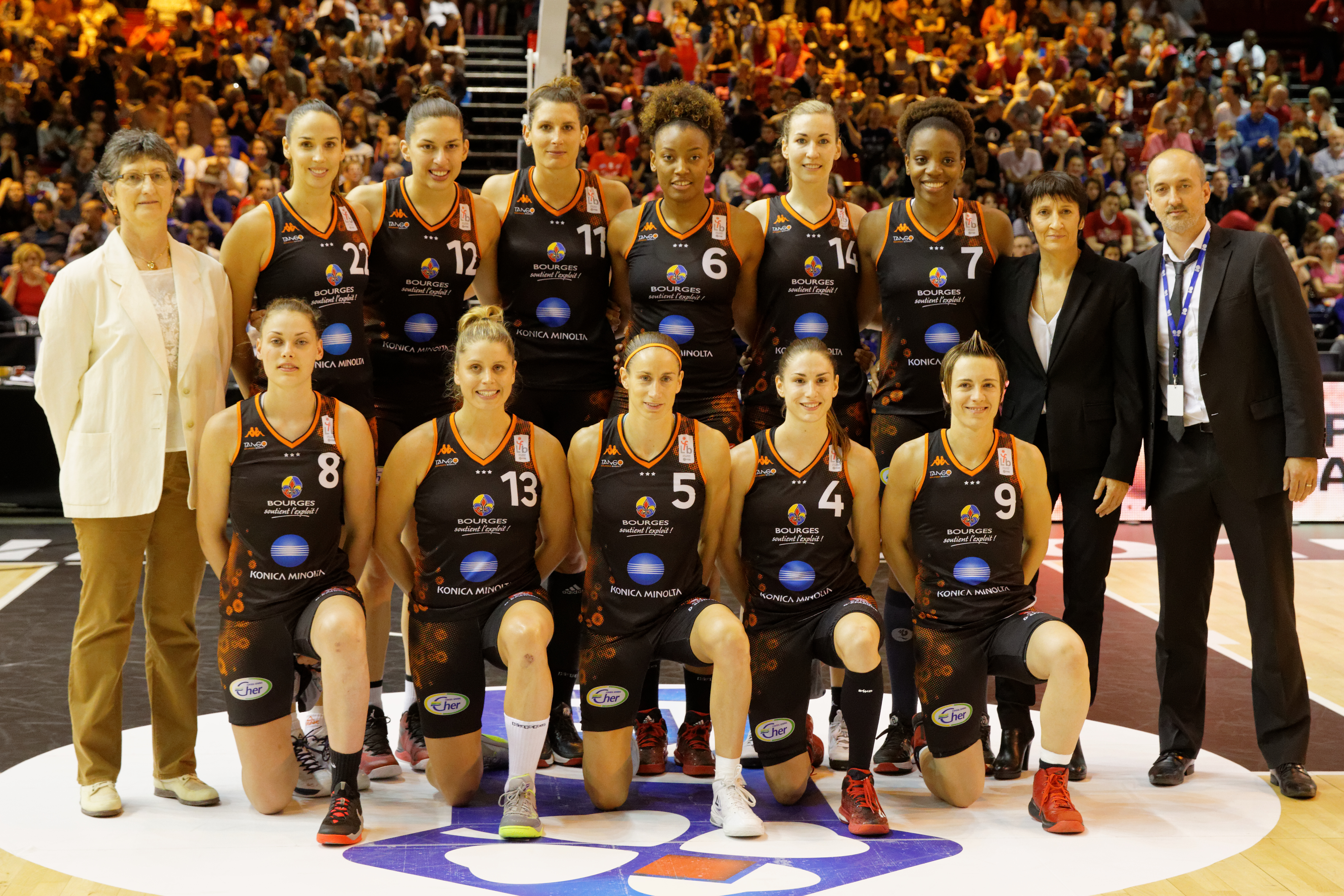
CJM Bourges Basket en la final de la Copa de Francia de baloncesto femenino (2 de mayo de 2015)

El Cercle Jean-Macé Bourges Basket es un club francés de baloncesto femenino fundado en 1967. Vista de naranja, y juega en la LFB, en el Palacio de Deportes de Prado de Bourges.
Entre 1995 y 2001 ganó tres Euroligas, una Copa Ronchetti y seis ligas. Desde 2006 han ganado otras seis ligas. En 1995 fueron el primer equipo francés femenino en ganar una competición europea. 

## Títulos
- 3 Euroligas: 1997, 1998, 2001
- 2 EuroCup: 2016, 2022
- 1 SuperCup Women: 2022
- 1 Copa Ronchetti: 1995
- 14 Ligas: 1995, 1996, 1997, 1998, 1999, 2000, 2006, 2008, 2009, 2011, 2012, 2013, 2015, 2018
- 11 Copas: 1990, 1991, 2005, 2006, 2008, 2009, 2010, 2014, 2017, 2018, 2019
- 7 Torneos de la Federación: 1996, 1999, 2000, 2001, 2006, 2007, 2008
- 2 Match des Champions: 2014, 2015

## Plantilla 2013-14
- Bases: Lisa Berkani (1'73), Romane Bernies (1'70), Céline Dumerc (1'68)
- Escoltas:  Catherine Joens (1'80),  Johannah Leedham (1'76), Pauline Salagnac (1'76)
- Aleras: Diana Tchatchouang (1'86), Mathilde Combes (1'83), Ondaye Elenga (1'83)
- Ala-pívots:  Chatilla van Grinsven (1'88), Endene Miyem (1'88)
- Pivots:  Marianna Tolo (1'96), Emmeline Ndongue (1'92), Joanne Lauvergne (1'90)

Entrenadora: Valérie Garnier